# Protoptila uruguayensis
Protoptila uruguayensis is een schietmot uit de familie Glossosomatidae. De soort komt voor in het Neotropisch gebied.